# Меновщиков, Георгий Алексеевич
Гео́ргий Алексе́евич Меновщиков (25 декабря 1911, Благовещенск — 18 февраля 1991, Ленинград) — советский языковед, фольклорист, доктор филологических наук, один из основоположников научного эскимосоведения (наряду с составителем первого эскимосско-русского словаря Екатериной Семёновной Рубцовой (1888—1970)).

## Биография
В 1932 году после окончания Хабаровского педагогического техникума приехал на Чукотку. Был заведующим эскимосской школой в селении Сиреники.
В 1939 году окончил Ленинградский государственный педагогический институт им. А. И. Герцена. Ещё будучи студентом, выпустил сборник «Эскимосские сказки».
После института вернулся на Чукотку, был директором школы-интерната при чукотской культбазе в заливе Святого Лаврентия, инспектором района. Вместе с учителем-эскимосом Майной составил грамматику эскимосского языка для начальной школы, но его подготовку к печати прервала Великая Отечественная война. С 1941 по 1945 год находился в рядах Красной Армии на фронте. В 1985 году к 40-летию Победы награждён орденом Отечественной войны II степени.
В 1946 году после демобилизации поступил на работу в сектор языков народов Севера Института языка и мышления Академии наук СССР, с которым была связана вся его дальнейшая научная деятельность.
В 1947 выпустил учебники эскимосского языка для 1-го и 2-го классов. В 1948, 1954—1955, 1960—1961, 1965, 1970, 1971 и 1973 совершил длительные фольклорные и этнографические экспедиции к эскимосам.
Г. А. Меновщиков много и успешно занимался исследованиями топонимики Крайнего Севера и прежде всего Чукотки. Его книга «Местные названия на карте Чукотки» (Магадан, 1972) стала первым топонимическим справочником по Магаданской области, который можно рассматривать как научное исследование.

## Научное наследие
Обширный личный архив Г. А. Меновщикова ныне находится в фондах Магаданского областного краеведческого музея.

## Сочинения
Школьные учебники:
- Учебник эскимосского языка. Для 1-го класса эскимосской начальной школы. Л., 1947.
- Учебник эскимосского языка. Для 2-го класса эскимосской начальной школы. Л., 1949.
- Учебник эскимосского языка. Для подготовительного класса эскимосской начальной школы. Л., 1951.
- Учебник эскимосского языка. Для 1-го класса эскимосской начальной школы. Л.-М., 1952; 2-е изд., испр. и перераб. Л., 1957.
- Учебник эскимосского языка. Для подготовительного класса эскимосской начальной школы. Грамматика, правописание и развитие речи. 2-е изд., перераб. Л., 1957.
- Эскимосский язык. Учебник для подготовительного класса. Изд. 3-е, перераб. Л., 1974; 4-е изд., перераб. Л., 1985.

Дал целостное описание каждого из диалектов эскимосского языка, опубликовал следующие монографии:
- Язык сиреникских эскимосов. — Л., 1964.
- Язык науканских эскимосов. — М.; Л., 1975.
- Язык эскимосов Берингова пролива. — Л., 1980.
- Грамматика языка азиатских эскимосов: В 2-х томах. — 1962.

Автор книг:
- Эскимосы. — Магадан, 1959.
- Эскимосский язык: Учебник для педучилищ. — Л., 1960.
- Эскимосско-русский словарь: с очерком грамматики эскимосского языка. — Л., 1964.
- Местные названия на карте Чукотки: Краткий топонимический словарь. — Магадан, 1972. 208 с.
- На Чукотской земле. — Магадан, 1977.

Фольклорные сборники:
- Чукотские, корякские, эскимосские сказки. 1950.
- Сказки Севера. 1951.
- Эскимосские сказки. 1958.
- Сказки и мифы народов Чукотки и Камчатки. 1974.
- Путешествия ворона Кутха по северным странам. 1985.